# 守晨更
守晨更也称为“晨兴”，是一部分基督徒的作法，在清晨起床，祷告、读经。他们根据圣经中的榜样和一些经文，认为清晨是人“遇见主最好的时候”，鼓励信徒建立早起的习惯。